# Баклан австралійський
Баклан австралійський (Phalacrocorax varius) — вид сулоподібних птахів родини бакланових (Phalacrocoracidae).

## Поширення
Вид поширений в Австралії (за винятком Тасманії і внутрішніх районів Західної Австралії) та вздовж узбережжя Нової Зеландії. Займає різні мілководдя, таких як затоки, лимани, річки та озера.

## Опис
Великий балкан, завдовжки від 66 до 81 см, досягає розмаху крил до 130 сантиметрів і важить 1300—2200 грам. У дорослих птахів оперення чорне на чолі, маківці, шиї, спині та хвості, і біле на животі, грудях і горлі. Характерною особливістю цього виду є дзьоб, який обрамляє пмсаранчево-жовта гола шкіра, особливо під час сезону розмноження.

## Підвиди
- Phalacrocorax varius hypoleucos (Brandt, 1837), Австралія.
- Phalacrocorax varius varius (Gmelin, 1789), Нова Зеландія.